# Champagnat (Creuse)
Champagnat – miejscowość i gmina we Francji, w regionie Nowa Akwitania, w departamencie Creuse.
Według danych na rok 1990 gminę zamieszkiwało 438 osób, a gęstość zaludnienia wynosiła 15 osób/km² (wśród 747 gmin Limousin Champagnat plasuje się na 278. miejscu pod względem liczby ludności, natomiast pod względem powierzchni na miejscu 182.).